# Yo nunca
Yo nunca es un juego de beber, practicado en grupo, que consiste en ir enunciando por turnos sucesivos distintas frases bajo la fórmula de «Yo nunca he...». Las personas que sí han hecho en algún momento de su vida lo afirmado en la frase deben beber un trago de alcohol. Para jugar, los participantes se sientan en corro tras haber escogido cada uno una determinada bebida. No existe un final concreto para un «Yo nunca» y normalmente se da término al juego cuando los participantes están demasiado aburridos o ebrios para continuar con él.

## Yo nunca en la cultura pop
- En el capítulo The Perfect Castaway de Padre de Familia, Peter juega a «Yo nunca» con sus amigos, Quagmire es el que sale peor parado del juego.[4]
- En el capítulo Outlaws de Lost, Sawyer juega con Kate al «Yo nunca».[4]
- Aparece en un episodio de One Tree Hill.[4]
- Aparece en el capítulo Dark Victory de FrasierFrasier.[4]
- En el episodio Never Have I Ever de la primera temporada de The Lying Game, la protagonista y su grupo de amigos juegan este juego.[5]
- En el episodio Los caballeros del sur las prefieren rubias de la segunda temporada de Gossip girl, Dan y Vanessa juegan este juego.[cita requerida]
- En la película Palo Alto, con James Franco.
- En la película Barcelona Nit d'Estiu de Dani de la Orden.
- En uno de sus vídeos Los Jonas Vloggers jugaron este juego con la dupla de Youtube Pepe y Teo
- En el capítulo final de ER, "And in the end...", una joven es llevada al hospital porque cayó en un coma alcohólico tras jugar "Yo Nunca".
- En la película Unfriended, mientras Laura Barns acosa a los amigos por saber quien subió su video de humillación a YouTube, los obliga a jugar este juego, solo que en vez de beber, el perdedor muere
- En el episodio número 11 de la 5° temporada de The Walking Dead, los personajes de Beth Greene y Daryl Dixon juegan a este juego.
- En el episodio 20 de la 9° temporada de The Big Bang Theory, los personajes de Leonard, Sheldon, Penny y Amy juegan a "Yo nunca" luego de que su día de campo sea arruinado por la lluvia.
- En el episodio número 20 de la 5ª temporada de The Vampire Diaries, Elena Gilbert, Stefan Salvatore, Caroline Forbes y Damon Salvatore juegan a este juego.
- En el episodio número 9 de la 1ª temporada de Merlí, los estudiantes hacen una fiesta y juegan a este juego
- En Brooklyn nine nine juegan en la despedida de soltera de Amy